# Comic Art (maison d'édition)
Comic Art est une maison d'édition de bande dessinée italienne fondée en 1965 par Rinaldo Traini (it). 
Consacrée à la réédition de bandes dessinées patrimoniales américaines, à l'instar des clubs de bande dessinée qui existent alors en France, Comic Art reste durant de longues années une maison d'édition destinée à des adultes nostalgique qui publie des albums parfois luxueux mais à petit tirage.
Traini professionnalise l'entreprise au milieu des années 1980 avec le lancement en juin 1984 du mensuel Comic Art, qui sur le modèle de Linus ou de L'Eternauta vise à publier des bandes dessinées ado/adultes de qualité. En 1988, Comic Art rachète d'ailleurs L'Eternauta, mensuel spécialisé dans la science-fiction à fort tropisme hispanophone.
Dans les années 1990, Comic Art se diversifie en publiant des ouvrages consacrés à la bande dessinée et des traductions d'albums contemporains, dont des mangas, mais ses revues sont confrontées au déclin du secteur et à la concurrence de Marvel, qui se lance sur le marché local en 1994. Traini tente de sauver les deux revues en les transformant en collections d'albums complets reliés mais cela ne fonctionne pas. Les deux revues sont arrêtées durant l'été 2000, puis en décembre, Traini annonce qu'il cesse toute nouvelle publication. Le site Internet de Comic Art reste en ligne et les anciennes publications peuvent être commandées via un catalogue régulièrement mis à jour.